# Anatoli Sharí
Anatoli Anatóliyovych Sharí (en ucraniano: Анатолій Анатолійович Шарій, 20 de agosto de 1978, Kiev, RSS de Ucrania) es un periodista, videoblogger y político ucraniano. En los medios ucranianos, se le llama "prorruso", pero el propio Sharí llama a la invasión rusa una guerra y una agresión contra el pueblo ucraniano. Se volvió en un crítico de Euromaidán y de los gobiernos posteriores en el país. Sharí no considera la actual guerra ruso-ucraniana como un conflicto interno y una guerra civil dentro de Ucrania y llama a lo que está sucediendo una guerra, no una operación especial.
Fundador de la editorial en internet «Sharij.net», «Novoye izdaniye». Autor de publicaciones sobre la delincuencia organizada en Ucrania en 2008 - 2011, refugiado político en la Unión Europea. Desde el 2013 lleva un video blog que se dedica a criticar sistemáticamente los materiales de los medios ucranianos, rusos y occidentales, relacionados con los acontecimientos en Ucrania después de Euromaidán, y posteriormente, a criticar las acciones de las autoridades ucranianas (primero, del presidente Petró Poroshenko, y después del 2019, de las acciones del presidente Volodímir Zelenski y de su Oficina). El 25 de febrero de 2021 fue declarado en busca y captura nacional.
En junio de 2019, lanzó el Partido de Sharí (ucraniano: Партiя Шарiя), que participó en las elecciones parlamentarias de 2019. Durante las elecciones locales de 2020, los candidatos del partido entraron en varios consejos de ciudades y oblast. El 7 de noviembre de 2020, se supo que se estaba llevando a cabo una investigación previa al juicio contra Anatoly Sharí en virtud de la parte 1 del artículo 110 de la Constitución: "Violación de la integridad territorial y la inviolabilidad de Ucrania". El motivo fue la publicación del video de Sharí en su canal de YouTube con una portada que muestra un mapa de Ucrania sin Crimea. En respuesta a las acusaciones, Sharí citó ejemplos de publicaciones de un mapa de Ucrania sin Crimea, tanto por parte de los órganos estatales de Ucrania como de  medios de comunicación extranjeros, como el New York Times y la BBC, insistiendo en que esto no es una demostración de la posición política, sino que era apropiada para el contexto del video.
En febrero de 2021, el Servicio de Seguridad de Ucrania imputó a Sharí la comisión de los delitos de "Alta traición" y de "Violación de la igualdad de los ciudadanos en función de su raza, nacionalidad, creencias religiosas, discapacidad y otros motivos". 4 de mayo de 2022 fue detenido en España como resultado de una operación del Servicio de Seguridad de Ucrania. El 5 de octubre de 2022, el juez Santiago Pedraz acordó cerrar la consideración de la extradición porque Ucrania no ha presentado la demanda de entrega del reportero, ni la "documentación pertinente". “Es obvio que este expediente no puede mantenerse abierto sine die (no se sabe si se recibirá o no esa demanda y documentos) y con obvio perjuicio para el reclamado”, expone el magistrado.

## Biografía
El abuelo materno, Yuri Alexandrovich Gorsky (1910-1941), teniente de la división especial de artillería antiaérea nº 46, participó en las batallas de la Gran Guerra Patria y pereció en la región de Krasnaya Polyana. El bisabuelo, de noble abolengo, Alexander Klementievich Gorsky, no emigró tras la Revolución de 1917, dirigiendo la construcción de instalaciones públicas, en 1937 fue acusado de espionaje y fusilado. En 1956 Alexander Klementievich fueron completamente rehabilitados.
Sharí nació en Kiev y vivió allí hasta 2012. Por varios años sufrió de ludopatía. Shariy empezó a trabajar en periodismo a comienzos de 2005.
Solicitó asilo en la Unión Europea, el cual se le concedió en 2012. Recibió un permiso de residencia permanente en Lituania para cinco años. En 2013 a petición de Ucrania fue arrestado en aeropuerto de Schiphol en Ámsterdam, Países Bajos.
Sharí comenzó a ejercer el periodismo a principios de 2005. En 2008, Sharí empezó a trabajar como autor permanente en las ediciones en línea de From-UA y Obozrevatel, Desde 2008 hasta comienzos de 2012 fue el jefe del Departamento de Investigación del sitio web Obozrevatel.

## Actividades
Políticos y medios de comunicación ucranianos a menudo describen a Sharí como prorruso o antiucraniano.
El periodista Vitaliy Portnikov calificó a Sharí de "proyecto del Kremlin" y "utilizado por sus propietarios rusos", a lo que Anatoli Sharí respondió con una demanda. Durante el juicio, Portnikov se refirió a las definiciones del Gran Diccionario Explicativo, según el cual el Kremlin es una fortaleza interior en las ciudades de la antigua Rusia, y el proyecto es un conjunto de documentos. Por lo tanto, Portnikov insistió en que no hay nada negativo en la frase "proyecto del Kremlin", y la frase "hospedadores rusos" es una evaluación condicional, no un hecho objetivo.
El 20 de agosto de 2021, el presidente Volodímir Zelenski declaró en vigor la resolución del Consejo de Seguridad y Defensa Nacional que imponía sanciones a Anatoliy Shariy, Olga Shariy y su madre.
En febrero de 2021, el Servicio de Seguridad de Ucrania acusó a Sharí de cometer delitos tipificados en la Parte 1. Artículo 111 "Alta traición" y la Parte 1. Art. 161 "Violación de la igualdad de los ciudadanos en función de su raza, nacionalidad, creencias religiosas, discapacidad y otros motivos", publicando un video de las pruebas contra Sharí, incluyendo declaraciones sobre los habitantes de Ucrania Occidental.
El 7 de marzo de 2022, los canales de YouTube de Anatoliy Shariy y Olga Shariy fueron bloqueados en el territorio de Ucrania a instancias del gobierno ucraniano.
El 4 de mayo de 2022, Anatoli Sharí fue detenido en España por la Policía Nacional en virtud de las acusación de traición y la solicitud de captura emitida por el gobierno de Ucrania. Sharí ha quedado en libertad con medidas cautelares según ha informado su abogado, Gonzalo Boye. El 5 de octubre de 2022, el juez Santiago Pedraz acordó cerrar la consideración de la extradición porque Ucrania no ha presentado la demanda de entrega del reportero, ni la "documentación pertinente".

#### Investigaciones del 2011, persecución y atentado
En primavera de 2011 Sharí comenzó a escribir artículos sobre la lucha contra el crimen organizado, ya que tuvo acceso a información exclusiva sobre tráfico de drogas y sobre apuestas ilegales. Sharí participó personalmente en operaciones como «cierre de un casino clandestino», lo que correspondía más al trabajo de un agente de inteligencia que al de un periodista. En 2011 conjuntamente con los periodistas del canal «1+1» Sharí llevó a cabo una serie de investigaciones sobre la «protección» del narcotráfico en Ucrania proporcionada por la Dirección de Lucha contra el narcotráfico. A resultas de estas investigaciones fueron despedidos varios oficiales de alto rango del Ministerio del Interior y se cerraron tres puntos de distribución de drogas en Kiev. En julio del mismo año, Sharí junto con los periodistas del canal de televisión «1+1», emitieron varias investigaciones que probaban la participación del Ministerio del Interior en la protección de los casinos ilegales de Kiev.

#### Obtención de asilo político en 2012
En su informe anual de 2011 Human Rights Watch, una ONG de defensa de derechos humanos, mencionó el atentado contra Sharí como una prueba más de cómo empeora la situación de los periodistas en Ucrania.
El 8 de junio de 2012 los medios informaron que Sharí obtuvo asilo en la Unión Europea. Sharí fue el primer periodista ucraniano en obtener el estatus de refugiado en los países de la UE en los últimos años.

#### Actividad después de 2014
Tras los acontecimientos de Euromaidán en invierno de 2013-2014, Sharí ganó gran popularidad comentando lo que ocurría en Ucrania y desmantelando falsificaciones en los medios (principalmente ucranianos, a los que acusaba de mentir, hacer propaganda y zombificar a la gente. Asimismo se destacó por las duras críticas de los medios de comunicación ucranianos.
Hasta abril de 2016 también cubrió la actualidad de Donetsk y Lugansk. Después de 2016 participó en el proyecto «De gente normal», que consistía en entregar pensiones a personas de avanzada edad en las regiones de Donetsk y Lugansk.
14 de noviembre de 2017 Sharí se hizo miembro de la Federación Europea de Periodistas.
El 12 de mayo de 2018 Sharí publicó capturas de pantalla de publicaciones privadas en Facebook del cónsul de Ucrania en Hamburgo Vasyl Maruschynets, que contenían llamamientos a la «Muerte a los antifascistas», comentarios de tipo «Ser fascista es un honor» y declaraciones como «Judíos ya declararon la guerra a Alemania en marzo de 1934». La publicación de pantallazos originó una gran resonancia en la sociedad y como resultado Pavló Klimkin, jefe del Ministerio de Relaciones Exteriores de Ucrania, anunció el inicio de un procedimiento disciplinario.
El 30 de mayo en la página web del Ministerio de Relaciones Exteriores de Ucrania apareció el comunicado que decía que Maruschynets había sido despedido del Ministerio y una copia de la sanción disciplinaria fue entregada a los órganos de orden público para seguir la investigación.
A lo largo de la presidencia de Petró Poroshenko, Anatoliy Sharí criticó reiteradamente su actividad, en particular, las acciones del presidente para regular los acontecimientos en el Este de Ucrania. Tras la llegada al poder del presidente Zelenski y del partido «Servidor del pueblo», Sharí procedió a criticar abiertamente a los líderes del partido. Sharí comenzó a criticar a las autoridades por su falta de voluntad para cumplir sus promesas electorales de perseguir e iniciar causas penales contra representantes del antiguo gobierno, en particular contra Petró Poroshenko, así como contra activistas y exparticipantes de la operación antiterrorista, quienes por su especial inmunidad, evitaron en parte o en su totalidad responsabilidades por los delitos cometidos.
En julio de 2020 el Juzgado Administrativo del Distrito de Kiev inició el proceso para prohibir las actividades del partido político Partido de Sharí.
En octubre de 2020 el Servicio de Seguridad de Ucrania (sigla en ucraniano SBU) abrió causa penal N.º 22020101110000197 bajo el nombre “sobre los indicios de delito recogido en la parte 1 del art. 110 del Código Penal” (vulneración de la integridad territorial y la inviolabilidad de Ucrania).
El 16 de febrero de 2021 el Servicio de Seguridad de Ucrania anunció a Anatoliy Sharí que era sospechoso según dos artículos del Código Penal de Ucrania - parte 1 del art. 111 (Alta traición) y  parte 1 del art. 161 (Violación de la igualdad de los ciudadanos según su raza, nacionalidad, creencias religiosas, discapacidad y otras causales).
El 20 de agosto de 2021, el día del cumpleaños de Anatoliy Sharí, el presidente Volodímir Zelenski declaró en vigor la resolución del Consejo de Seguridad y Defensa Nacional para imponer sanciones a Anatoliy Sharí, Olga Sharí y la madre de Olga Sharí (Bondarenko Alla Ivanovna), así como a la editorial «Sharí.net».

## Convicciones

#### Creencias religiosas
Según Anatoliy Sharí, fue su conversión al cristianismo lo que le permitió desprenderse de la ludopatía: dejó de jugar en casinos, máquinas tragaperras y casas de apuestas (había estado jugando desde los 17 años). En lo religioso confiesa el protestantismo, aunque destaca que en muchas iglesias protestantes de Ucrania «florece una especie de odio, ira y calumnia».

#### Convicciones políticas
Se denomina como cosmopolita que ama a Europa y es pacifista. Considera Donetsk y Lugansk territorio de Ucrania. Desaprueba la adhesión de Crimea a Rusia en marzo de 2014.

## Puntos de vista
El Servicio de Seguridad de Ucrania califica Sharí como "bloguero prorruso". "Hay razones para creer que Anatoly Shariy actuó por orden de estructuras extranjeras", dijo el Servicio en un comunicado de prensa. El mismo Sharí en sus blogs llama la invasión de la Federación Rusa a Ucrania una guerra y aboga por la integridad territorial de Ucrania. Siempre llamaba y decía que Crimea y todo el Donbass son parte de Ucrania. “Como ciudadano ucraniano, mi posición es que Crimea es parte de Ucrania”, dijo Sharí en una conferencia de prensa el 20 de octubre de 2021 en el Press Club de Bruselas, y agregó que tenía la misma opinión con respecto a todo Donbas.
El periodista y presentador de televisión ruso Vladímir Pozner, al comentar el trabajo de Anatoliy Shariy, dijo que Anatoliy es de quienes tiene derecho a llamarse periodista porque, a diferencia de muchos otros, él llama “pala” a la pala. «Shariy es, sin lugar a dudas, periodista. Se permitió (y, según tengo entendido, sigue permitiéndose) escribir y decir la verdad sobre Ucrania. En un momento esto le llevó a salir por patas y hoy se ve obligado a esconderse de las autoridades de este país inusualmente democrático».

## Vida personal
La primera esposa de Sharí fue Olga Rabulets, quien, según él, lo ayudó a superar la ludopatía. En 2013 Sharí se comprometió con la periodista Olga Bondarenko, ahora Olga Sharí, con quien se casó en 2017. Olga Sharí, junto con Anatoly, codirige el sitio web Sharij.net.
Desaprueba la adhesión de Crimea a Rusia en marzo de 2014.

## Video blog
Anatoliy Sharí es conocido como video bloguero que creó un ejemplo de «Nuevos medios». Según Andrey Druzhinin, doctor en filosofía, en 2016 el videoblog de Sharí fue líder absoluto en número de visualizaciones en el sector rusoparlante de YouTube, y la audiencia es comparable a la cuota de espectadores en canales de televisión convencionales. El canal se centra en los acontecimientos actuales de Ucrania.

#### Bloqueo del canal
El 7 de marzo de 2022, YouTube bloqueó el canal del bloguero Anatoly Sharí en el territorio de Ucrania. Así lo afirmó Mykhailo Fedorov, Ministro de Transformación Digital del país.

## Premios y condecoraciones
- Premio internacional Yousmi Web-Journalism Awards en la nominación amateur «La mejor historia» (Bielorrusia, 2009)[59]
- Diploma ganador del Premio Internacional Literario y de Medios Oles Buzina en la nominación «Blogueros y Editoriales en Internet" (2016) (Irina Lashkevich, periodista de la página web Sharí.net, también recibió el premio)[60]
- El «Botón dorado» de la plataforma YouTube por un millón de suscriptores en el canal (abril de 2017)[61]